# Église d'Antioche

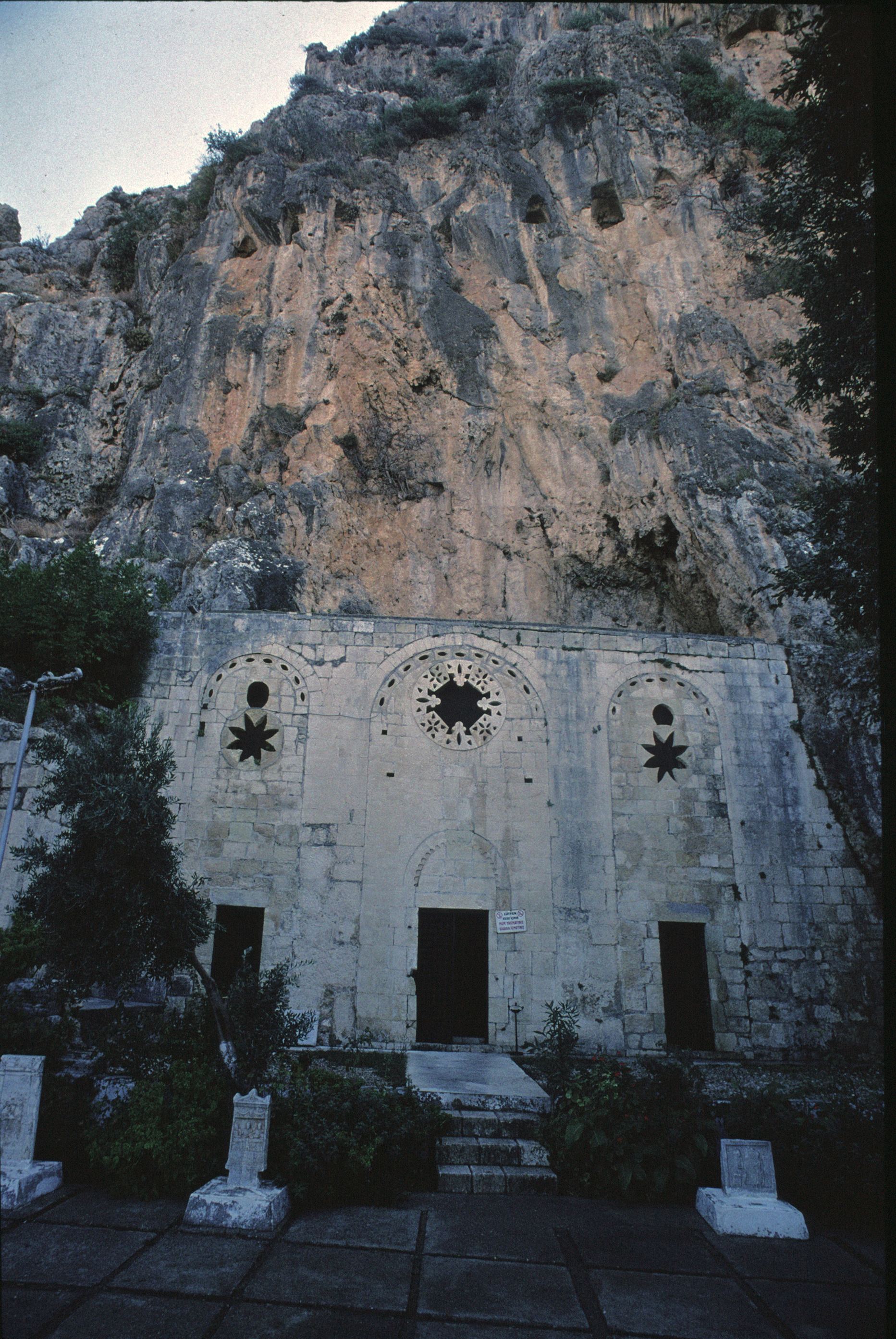
Façade de l'église Saint-Pierre à Antioche.

L'Église d'Antioche ou Église de Syrie fut une des premières Églises chrétiennes et une des composantes de la Pentarchie. 
Selon la tradition, elle a été fondée en 38 par les apôtres Pierre et Paul. Un de ses évêques les plus célèbres est Ignace d'Antioche.
Elle a connu plusieurs schismes au cours de son histoire et aujourd'hui plusieurs Églises, appartenant à des communions différentes, en sont les héritières :
- tradition grecque
  - l'Église orthodoxe d'Antioche (communion orthodoxe)
  - l'Église grecque-catholique melkite (catholique orientale)
- tradition syriaque occidentale
  - l'Église syriaque orthodoxe (communion orthodoxe orientale)
  - l'Église catholique syriaque (catholique orientale)
- l'Église maronite (catholique orientale)

## Histoire

### Origines
Antioche fut à l'époque romaine le siège du gouverneur de la province de Syrie et la troisième ville de l'Empire. Elle fut jusqu'au VIe siècle un des principaux centres du christianisme. C'est à Antioche que le nom de « Chrétiens » fut utilisé pour la première fois pour désigner les adeptes.
L’Église d’Antioche a eu dès le début un fort esprit missionnaire. On lui doit l’évangélisation de la Mésopotamie et de l’Empire perse, auquel cette région fut presque totalement annexée à partir de l’an 363 apr. J.-C.

### Territoire canonique
Après la destruction de Jérusalem (70), Antioche resta la seule métropole de la chrétienté en Orient, et exerça sa juridiction sur la Syrie, la Phénicie, l’Arabie, la Palestine, la Cilicie, Chypre et la Mésopotamie. 
Le concile de Nicée (325) en son sixième canon, accepta le maintien des privilèges de l’Église d’Antioche sur l’Orient, tout comme ceux de Rome sur l’Occident et d’Alexandrie sur l’Afrique. Mais le vaste territoire qui dépendait de sa juridiction diminua par la suite. Le patriarcat de Constantinople lui ravit dès le IVe siècle une partie de ses provinces. D’autres se déclarèrent autonomes : la Perse en 410, Chypre en 431, Jérusalem en 451...

### Les divisions de l’Église d’Antioche
L’antagonisme séculier entre l’Empire romain et l’Empire perse aboutit à la scission de l’Église d’Antioche entre :
- L’Église syrienne occidentale, c’est-à-dire à l’Ouest de l’Euphrate (Anatolie, Syrie, Liban et Palestine romains) et
- L’Église syrienne orientale, c’est-à-dire à l’Est de l’Euphrate (Mésopotamie et Perse, sous autorité sassanide, Malabar).

En 424 apr. J.-C., le synode de Markabta réuni par le catholicos Dadisho Ier proclame l’autonomie du catholicosat de Séleucie-Ctésiphon (future Église de l’Orient) qui, en 484, adhère à l'enseignement théologique de Théodore de Mopsueste dit dyophysisme (ce qui lui vaudra le qualificatif d’« Église nestorienne »).
Par la suite, la Syrie « occidentale » est le champ de bataille de nouvelles controverses christologiques qui augmentent la division religieuse en Orient. En effet, le concile œcuménique de Chalcédoine (451) condamne le monophysisme (qui ne reconnaissait qu’une seule nature dans le Christ) et proclame la doctrine officielle de l’Église, à savoir : la présence de deux natures, divine et humaine, en l’unique Personne du Christ.
La majorité de la population syrienne refuse les décisions conciliaires, en raison probablement de divergences relevant de la terminologie plus que de la théologie et elle se sépara de l’Église officielle. Toutefois cette séparation n'est pas immédiate. Elle n'est consommée qu’à partir du second concile de Constantinople, en 553, à la suite duquel le pouvoir impérial byzantin fait pression sur les monophysites insoumis. C’est alors qu’apparaît la figure charismatique du moine syrien Jacques Baradaï, qui arbore le drapeau du nationalisme religieux. Sacré évêque secrètement en 543 par Théodose, patriarche d’Alexandrie en exil, Jacques se fait l’organisateur de l’Église monophysite, appelée aussi, en son honneur « Jacobite ».
Cependant toute la Syrie ne se rallie pas à la nouvelle Église. La société urbaine, plus cultivée et hellénisée, se soumet sans problèmes aux décisions du concile de Chalcédoine, ce qui lui vaut le nom de « Melkite » (de melek : roi), c’est-à-dire partisane de l’empereur byzantin. La conquête musulmane de 636 ne fait que consacrer cette division. Les jacobites, hostiles à la domination de Byzance, favorisèrent l’entrée victorieuse des arabes musulmans en Syrie. Durant le califat omeyade, ils apprécient d'être gouvernés depuis Damas et savent se rendre indispensables dans l'administration. Mais les jacobites s'arabisent et beaucoup se convertissent à l'islam.
Le patriarcat grec d’Antioche ne prit pas parti quand Rome et Constantinople se déchirèrent. Le schisme, en son sein, n'apparut qu'au XVIIIe siècle.